# Llibre dels estels fixos
El Llibre dels estels fixos és un text astronòmic escrit per Abd-ar-Rahman as-Sufí entorn de l'any 964. El llibre va ser escrit en àrab, encara que l'autor probablement fos persa. Va ser una temptativa de crear una síntesi del treball clàssic més popular dins de l'astronomia, l'Almagest de Claudi Ptolemeu, incloent la tradició àrab indígena (Anwa).
Al llibre, il·lustrat minuciosament, hi apareixen observacions i descripcions de les estrelles, les seves posicions, les seves magnituds i el seu color. Per a cada constel·lació es proporcionen dos dibuixos, un des de l'exterior d'un globus celeste i un altre des de l'interior.
El text té descripcions i quadres d'un «petit núvol», que en realitat és la gran galàxia d'Andròmeda. L'esmenta davant de la boca d'un Gran Peix, una constel·lació àrab. Sembla que aquest «núvol» era comunament coneguda entre els astrònoms d'Esfahan molt probablement abans de l'any 905.
Possiblement també està catalogat com una estrella nebulosa el cúmul estel·lar d'Òmicron Velorum, així com un objecte nebulós addicional a la Vulpecula, un asterisme avui conegut com a Cúmul d'Al Sufí, Cúmul de Brocchi o Collinder 399. A més, s'esmenta el Gran Núvol de Magalhães com Al Bakr, el Bou Blanc dels àrabs del sud, ja que aquesta galàxia és visible des del sud de l'Aràbia però no ho és des de latituds més septentrionals.